# Elementele perioadei 3
Un element al perioadei 3 este un element chimic aflat în rândul al treilea al tabelului periodic. Tabelul este reprezentat în rânduri, pentru a ilustra repetarea comportamentului chimic al elementelor, pe măsură ce numărul lor atomic crește; un nou rând este început atunci când comportamentul chimic începe să se repete, creând grupe de elemente cu proprietăți similare. 
Perioada 3 conține 8 elemente chimice: sodiu, magneziu, aluminiu, siliciu, fosfor, sulf, clor si argon. Primele două elemente, sodiu și magneziu, sunt membre ale blocului-s, în timp ce restul elementelor sunt membre ale blocului-p. Toate elementele perioadei 3 sunt întâlnite în natură și au cel puțin un izotop stabil. 